# Aerospiza
Aerospiza är ett släkte inom familjen hökar (Accipitridae). Det omfattar endast två arter som förekommer i Afrika söder om Sahara:
- Rödsidig hök (Aerospiza castanilius)
- Bantuhök (Aerospiza tachiro)

Arterna placerades tidigare i släktet Accipiter. Genetiska studier visar dock att släktet så som det traditionellt är konstituerat är parafyletiskt, där kärrhökarna i Circus är inbäddade, men också släktena Erythrotriorchis och Megatriorchis. För att kärrhökarna ska kunna behållas i ett eget släkte delas därför Accipiter delas upp i flera mindre släkten, däribland Aerospiza.